# Istmo careliano

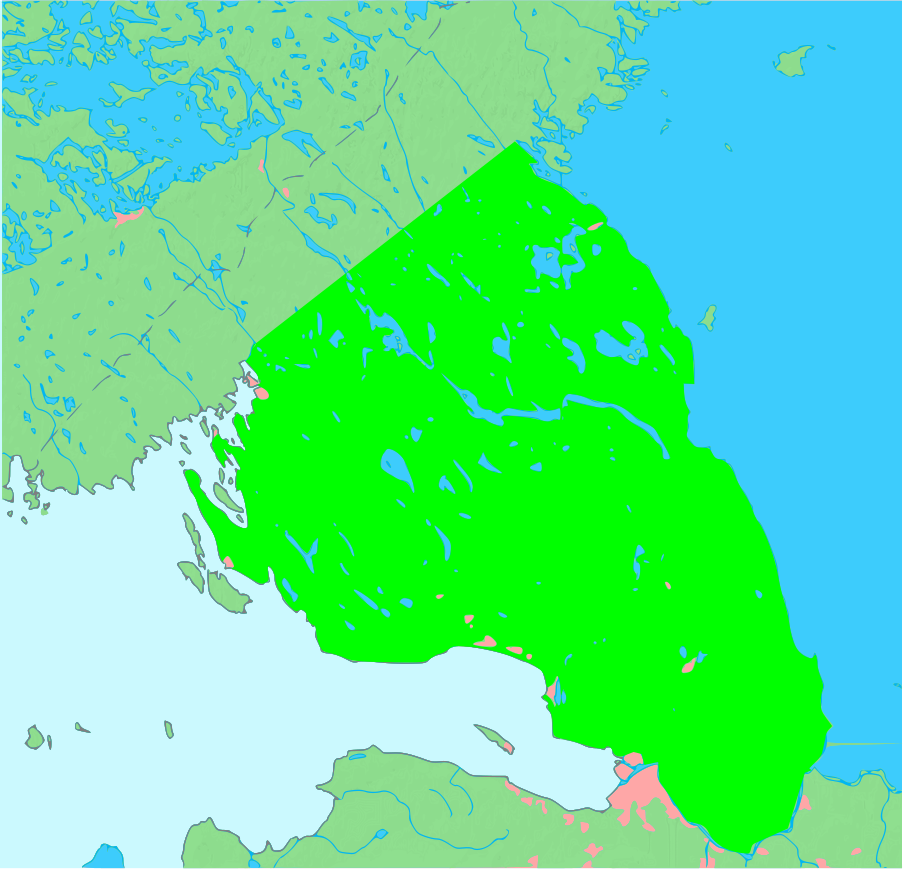

L'istmo careliano è il territorio della Carelia russa compreso tra il golfo di Finlandia (a ovest e a sud) e il lago Ladoga (a est), fino al confine con la Finlandia (a nord). 
L'intero istmo careliano appartiene all'oblast' di Leningrado e il centro di maggiore importanza è Vyborg. Fu uno Stato indipendente per un certo periodo: Repubblica dell'Ingria settentrionale.